# Hem oksigenaza (deciklizacija)
Hem oksigenaza (deciklizacija) (EC 1.14.99.3, ORP33 proteini, hem oksigenaza, hem oksidaza, hem oksidaza) je enzim sa sistematskim imenom hem,vodonik-donor:kiseonik oksidoreduktaza (alfa-meten-oksidacija, hidroksilacija). Ovaj enzim katalizuje sledeću hemijsku reakciju
hem + 3 AH2 + 3 O2 {\displaystyle \rightleftharpoons } biliverdin + 2O
Za rad ovog enzima je neophodan NAD(P)H i EC 1.6.2.4, NADPH-hemoproteinska reduktaza. Terminalni atomi kiseonika koji nisu inkorporirani u karbonilne grupe pirolnih prstena A i B biliverdina su izvedeni dva zasebna molekula kiseonika.

## Literatura
- Nicholas C. Price; Lewis Stevens (1999). Fundamentals of Enzymology: The Cell and Molecular Biology of Catalytic Proteins (Third изд.). USA: Oxford University Press. ISBN 019850229X.
- Eric J. Toone (2006). Advances in Enzymology and Related Areas of Molecular Biology, Protein Evolution (Volume 75 изд.). Wiley-Interscience. ISBN 0471205036.
- Branden C; Tooze J. Introduction to Protein Structure. New York, NY: Garland Publishing. ISBN 0-8153-2305-0.
- Irwin H. Segel. Enzyme Kinetics: Behavior and Analysis of Rapid Equilibrium and Steady-State Enzyme Systems (Book 44 изд.). Wiley Classics Library. ISBN 0471303097.

## Spoljašnje veze
- Heme+oxygenase на 